# Ceracis multipunctatus
Ceracis multipunctatus är en skalbaggsart som först beskrevs av Mellié 1848.  Ceracis multipunctatus ingår i släktet Ceracis och familjen trädsvampborrare. Inga underarter finns listade i Catalogue of Life.